# Sens de rotation
Le sens de rotation est le sens dans lequel a lieu une rotation. Il en existe deux, qui sont nommés différemment selon les contextes. Le sens de rotation est généralement représenté par une flèche en forme d'arc de cercle.

Le sens de rotation anti-horaire.
Le sens de rotation horaire.

## Terminologie

La terre tourne dans le sens anti-horaire vue du pôle Nord et horaire vue du pôle Sud.

Avant que les horloges ne soient connues du grand public, les termes « sens solaire » et « sens du soleil » étaient utilisés pour désigner le sens horaire.
Les termes « sens horaire » et « sens antihoraire » ne peuvent être appliqués à un mouvement de rotation qu'en précisant le côté du plan où la rotation est effectuée. Par exemple, la rotation de la Terre s'effectue dans le sens des aiguilles d'une montre si l'on considère la vue du pôle Sud et dans le sens inverse si l'on considère la vue du pôle Nord.
| Sens trigonométrique                                   | Sens horaire                        | Notes |
| ------------------------------------------------------ | ----------------------------------- | --- |
| Sens trigonométrique                                   | Sens anti-trigonométrique           | Référence à l'orientation d'un angle ou du cercle unité, en trigonométrie. |
| Sens positif                                           | Sens négatif                        | Référence à l'orientation d'un angle ou du cercle unité, en trigonométrie. |
| Sens direct                                            | Sens indirect                       | Dans un repère direct, le sens direct va de l'axe (positif) de X vers Y (pour le plan xOy), de Y vers Z (pour yOz) et de Z vers X (zOx). |
| Sens mathématique                                      | Sens anti-mathématique              | En référence au sens trigonométrique ou au sens direct. |
| Sens prograde                                          | Sens rétrograde                     | Référence astronomique, où la notion de mouvement prograde ou rétrograde s'applique à un mouvement de révolution (ou mouvement orbital) ou à un mouvement de rotation (d'un objet céleste sur lui-même).                                                                                          |
| Sens inverse (ou contraire) des aiguilles d'une montre | Sens des aiguilles d'une montre     | Référence au sens de rotation des aiguilles d'une montre ou d'une horloge. La paire de termes antihorlogique et horlogique est usitée en français de Belgique,. |
| Sens antihoraire                                       | Sens horaire                        | Référence au sens de rotation des aiguilles d'une montre ou d'une horloge. La paire de termes antihorlogique et horlogique est usitée en français de Belgique,. |
| Sens antihorlogique                                    | Sens horlogique                     | Référence au sens de rotation des aiguilles d'une montre ou d'une horloge. La paire de termes antihorlogique et horlogique est usitée en français de Belgique,. |
| Sens sinistrorsum / senestrorsum                       | Sens dextrorsum                     | Référence à la gauche et à la droite, respectivement sinister (ou laevus) et dexter en latin, d'un observateur immobile situé sur l'axe de rotation. |
| Sens senestre                                          | Sens dextre                         | Référence à la gauche et à la droite, respectivement sinister (ou laevus) et dexter en latin, d'un observateur immobile situé sur l'axe de rotation. |
| Sens sinistrorse                                       | Sens dextrorse                      | Référence à la gauche et à la droite, respectivement sinister (ou laevus) et dexter en latin, d'un observateur immobile situé sur l'axe de rotation. |
| Sens sinistrogyre / senestrogyre (ou lévogyre)         | Sens dextrogyre                     | Référence à la gauche et à la droite, respectivement sinister (ou laevus) et dexter en latin, d'un observateur immobile situé sur l'axe de rotation. |
| Vers la gauche / de droite à gauche                    | Vers la droite / de gauche à droite | Référence à la gauche et à la droite, respectivement sinister (ou laevus) et dexter en latin, d'un observateur immobile situé sur l'axe de rotation. |
| reverse                                                | natural                             | Dans le domaine de la danse de salon, tout tour à droite est dit « natural », le tour à gauche étant appelé « reverse ». L'origine du terme vient probablement du fait que le sens de progression de la majorité des danses est horaire, et facilite donc le tour à droite (voir Ligne de danse). |
| Sens de dévissage                                      | Sens de vissage                     | Par convention, les pas de vis sont en « tourne à droite » pour visser (il existe aussi des filetages à gauche pour visser, pour les pédaliers de vélo, ou les ridoirs par exemple). |
| Sens cyclonique                                        | Sens anticyclonique                 | Référence météorologique au sens de rotation des vents dans l'hémisphère nord. |
| ↶ (U+21B6)                                             | ↷ (U+21B7)                          | Caractères Unicode (blocs Flèches et Flèches – supplément – A). |
| ↺ (U+21BA)                                             | ↻ (U+21BB)                          | Caractères Unicode (blocs Flèches et Flèches – supplément – A). |
| ⟲ (U+27F2)                                             | ⟳ (U+27F3)                          | Caractères Unicode (blocs Flèches et Flèches – supplément – A). |

## Histoire

Le mouvement de l’ombre du style d’un cadran solaire horizontal dans l’hémisphère nord, aux latitudes supérieures au tropique du Cancer.

Le sens des aiguilles d'une montre a été choisi pour reproduire le cadran solaire, un des premiers instruments de mesure du temps.
Si l'on plante un style dans le sol, la rotation de son ombre au cours de la journée va, tout au long de l’année, de la gauche vers la droite en passant du côté nord dans l'hémisphère nord aux latitudes supérieures au tropique du Cancer. Ainsi, ce sens de rotation a été conservé lorsque les montres et les horloges ont été inventées en Europe.
Les horloges suivent le sens de rotation horaire en raison de leur prédécesseur, le cadran solaire. Les horloges à aiguilles ayant été fabriqués en premier lieu dans l'hémisphère nord (voir horloge), elles ont emprunté le même sens que les cadrans solaires horizontaux. Pour qu'un tel cadran solaire fonctionne au nord de l'équateur (au printemps et en été) et au nord du Tropique du Cancer (toute l'année), la marque représentant midi doit être placée au nord du bâton projetant l'ombre. Lorsque le Soleil se déplace dans le ciel (depuis l'est vers le sud puis vers l'ouest), l'ombre, qui est projetée sur le cadran solaire dans la direction opposée, se déplace avec le même sens de rotation. C'est pourquoi les heures sont dessinées dans les cadrans horizontaux de cette manière et les horloges modernes ont leurs numéros positionnés ainsi.
Pour un cadran solaire placé à la verticale (comme ceux placés sur les murs), le mouvement du soleil se fait de la droite vers le haut puis vers la gauche, et, en conséquence, l'ombre se déplace de la gauche vers le bas puis vers la droite, soit, dans le sens antihoraire. Cet effet résulte de l'orientation du plan du cadran, la même que le mouvement du soleil. Ainsi l'ombre, observée de l'autre côté du cadran, se déplace dans la direction opposée.
Certaines horloges ont été construites pour imiter ce phénomène. L'exemple le plus connu qui subsiste est l'horloge astronomique de la cathédrale de Münster, en Allemagne, dont les aiguilles se déplacent dans le sens antihoraire.
Certaines horloges ayant un sens de rotation antihoraire sont aujourd'hui vendues comme une nouveauté. Historiquement, certaines horloges juives ont été construites de cette façon, comme dans certaines synagogues en Europe (comme la mairie juive de Prague), pour s'accorder avec la lecture s'effectuant de droite à gauche en hébreu. En 2014, le président bolivien Evo Morales fait modifier l'horloge à l'extérieur de l'Assemblée législative de la place Murillo, à La Paz, en changeant le sens des aiguilles, afin de mettre en avant les valeurs des peuples indigènes. Le minaret de la grande mosquée de Testour en Tunisie possède une horloge qui tourne dans le sens antihoraire (XVIIe siècle).

## Usage

### Bricolage
Les écrous, vis, boulons, bouchons de bouteilles et couvercles de bocal se vissent  dans le sens des aiguilles d'une montre et se dévissent dans le sens inverse des aiguilles d'une montre conformément à l'une des règles de la main droite.

Direction classique de l'axe d'un corps rotatif.

Pour appliquer la règle de la main droite, placez votre main droite repliée au-dessus de l'objet, avec le pouce pointant dans la direction dans laquelle vous voulez que la vis, l'écrou, le boulon ou le capuchon se déplace. La boucle formée par les doigts vers les pointes des doigts indiqueront de quelle manière il faut tourner. Presque tous les objets filetés obéissent à cette règle, hormis quelques exceptions décrites ci-dessous.
La raison pour laquelle cette norme a été adoptée, est que, pour la majorité des vis et boulons, la supination du bras, qui est utilisée par une personne droitière pour serrer une vis dans le sens horaire, est généralement plus forte que la pronation utilisée pour desserrer.
Parfois, le sens inverse (anti-horaire) du filetage est utilisé pour une raison particulière. Un filetage peut devoir être réalisé de manière anti-horaire pour éviter que des contraintes ne le desserrent. Par exemple, certaines voitures et camions anciens ont des écrous de roue classique sur les roues droites et des écrous de roue anti-horaire sur les roues gauches, de sorte que, à mesure que le véhicule avance, les écrous de roue aient tendance à se resserrer plutôt qu'à se desserrer. Pour les vélos, la pédale de gauche est filetée dans le sens anti-horaire pour éviter qu'elle ne se dévisse pendant l'utilisation. Même chose pour le tourbillon d'un rouet qui utilise un filetage anti-horaire pour l'empêcher de se desserrer. Un ridoir a des filets classiques à une extrémité et des filets anti-horaire à l'autre. Certains raccords de gaz sont également anti-horaire pour éviter les erreurs : en particulier les raccords d'acétylène, de propane et d'autres gaz inflammables.

### Mathématiques
En trigonométrie et plus généralement en mathématiques, les angles d'un plan sont mesurés dans le sens antihoraire, avec 0° (ou 0 radian) situé directement à droite (ou vers l'est) et 90° vers le haut (ou vers le nord). À l'inverse, en navigation, les caps de la boussole augmentent dans le sens des aiguilles d'une montre, avec 0° situé en haut de la boussole (au nord) et 90° à droite (vers l'est).
Un cercle défini paramétriquement dans un plan cartésien positif par les équations x = cos t et y = sin t est tracé dans le sens antihoraire lorsque l'angle t augmente, à partir du point le plus à droite. Une formule alternative avec sin et cos inversés permet d'obtenir un cercle tracé dans le sens des aiguilles d'une montre.

### Jeux et activités
En général, la plupart des jeux de cartes, jeux de société et sports d'équipe qui se jouent à tours de rôle se déroulent dans le sens des aiguilles d'une montre dans les pays occidentaux et en Amérique latine. Dans les pays occidentaux, lorsque les activités de prise de parole et de discussion se déroulent en cercle, les personnes ont tendance à parler naturellement à tour de rôle dans le sens des aiguilles d'une montre, même s'il n'y a aucune obligation de le faire.
Au contraire, le mah-jong, jeu d'origine chinoise, se joue dans le sens anti-horaire.

### Sport
Le baseball se joue dans le sens antihoraire.
Sur une piste d'athlétisme, les sportifs tournent toujours dans le sens antihoraire depuis 1913. Cette règle officielle a été décidée car courir dans le sens horaire limiterait les performances, jusqu'à 2 s en plus au 400 mètres. En effet, selon une étude attribuée par plusieurs médias à Hideaki Fukami en 2004, une hypothèse retenue est que les coureurs seraient plus agiles lorsqu'ils courent vers la gauche, car c'est l'hémisphère cérébral droit qui contrôle à la fois la perception de l'espace et la partie gauche du corps,,. Les meilleurs résultats obtenus en courant dans le sens antihoraire ont été contestés comme preuve, car pouvant être dus au simple fait que les coureurs sont plus habitués à courir dans ce sens. D'autres hypothèses ont été proposées.

## Chez les humains
La plupart des gauchers préfèrent dessiner des cercles et se déplacer à l'intérieur des bâtiments dans le sens des aiguilles d'une montre, tandis que la plupart des droitiers préfèrent dessiner des cercles et se déplacer à l'intérieur des bâtiments dans le sens inverse des aiguilles d'une montre,.